# Jesús Galván Carrillo
Jesús Galván Carrillo (Sevilla, 4 d'octubre de 1974) és un exfutbolista andalús, que jugava com a lateral dret.

## Carrera
Es va formar a les categories inferiors del Sevilla FC. En 1994 passa al filial, que juga a la Segona Divisió B, i el 1995 debuta amb el primer equip, tot i que només apareix en sis partits. A la campanya següent, el Sevilla baixa a Segona Divisió, però Galván compleix una bona temporada, amb 22 partits disputats.
Després de passar pel Córdoba i el Recreativo de Huelva, torna a la màxima categoria amb el Vila-real. Amb els groguets romandria de 1999 a 2003, tot i que la seua aportació seria de més a menys, passant a la suplència en el seu darrer any.
Continuaria jugant en Segona amb l'Alavés i el Recreativo de Huelva. El 2006, fitxa per la UE Lleida. Es retira l'any 2008 dedicant-se a entrenar per la zona d'Andalusia.